# Пазенко, Яков Афанасьевич
Яков Афанасьевич Пазенко (31 мая 1918, с. Флярковка, Каменский район, Киевская губерния, Российская империя — 27 марта 2001, Караганда) — советский партийный и государственный деятель Казахской ССР.

## Биография
Трудовую деятельность начал в 1936 г. заведующим райветлечебницей Карсакпайского района Карагандинской области.
В 1936 г. окончил Черкасский зооветтехникум, в 1968 г. — Целиноградский сельскохозяйственный институт.
В 1950—1958 гг. — заместитель начальника Карагандинского облсельхозуправления.
В 1958—1963 гг. — первый секретарь Жанааркинского и Нуринского райкомов Компартии Казахстана.
В 1963—1964 гг. — председатель Карагандинского сельского исполкома областного Совета депутатов трудящихся,
с декабря 1964 г. — первый заместитель председателя Карагандинского облисполкома.
Избирался делегатом XXII съезда КПСС, депутатом Верховного Совета Казахской ССР, областного Совета депутатов трудящихся.
Скончался 27 марта 2001 года. Похоронен на Старом Михайловском кладбище в Караганде.

### Семья
Жена Анна Васильевна.

## Награды и звания
Награждён орденами Трудового Красного Знамени, «Знак Почёта», четырьмя медалями, двумя грамотами Верховного Совета Казахской ССР.
Почётный гражданин города Караганды.